# Az IPv6 bevezetése

Az IPv6-os prefixek és autonóm rendszerek száma az interneten 2003-tól

Havi IPv6-címfoglalások RIR-enként

Az Internet Protocol Version 6 (IPv6) az internetprotokoll következő generációja, ami 2011-ben az interneten bevezetésének különböző fázisaiban volt. Az addig széles körben elterjedt, 1982 óta használt IPv4 helyettesítésére hivatott, mivel az IPv4-es IP-címek elfogyásának utolsó szakaszában járunk.
Annak ellenére, hogy szabványként egy évtizednyi fejlesztés és implementáció áll a protokoll mögött, és hogy 2011-ben az IPv4-es címek várhatóan elfogynak, az IPv6 általános, világszintű bevezetésére még csak a kezdeti lépések történtek meg.
1999 februárjában az IETF bevezetésekkel kapcsolatos munkacsoportja (Deployment WG) létrehozta az IPv6 Forumot, hogy az elősegítse az IPv6 elterjesztését. Ez regionális és helyi IPv6 Task Force-ok létrehozásához vezetett.
Az egyre növekvő IPv6 útválasztási táblákba a Ghost Route Hunteren keresztül lehet betekintést nyerni. Ez listázza a lefoglalt IPv6-prefixeket és színekkel megjelölve mutatja azokat, amik ténylegesen megjelennek az internet BGP-tábláiban. Ha egy prefixet bejelentenek, az azt jelenti, hogy az internetszolgáltató legalább képes IPv6-csomagok fogadására.
Az IPv6 hálózati infrastruktúrákba való integrációjának folyamata nyomon követhető más forrásokból is, például:
- Regionális internetregisztrátorok (RIR) IPv6-prefixallokációi[3]
- IPv6 tranzitszolgáltatások[4]
- Japán ISP-k IPv6-szolgáltatásai[5]

Kshemendra Paul, az Amerikai Egyesült Államok Igazságügyminisztériumának vezető tervezője szerint Ázsiában hatalmas kereslet mutatkozik IP-címekre, így az IPv6-átállás hajtóereje ott a legnagyobb.

## Áttekintés
2008 decemberében, bár protokollként a szabványosítás kezdetének 10. évfordulóját ünnepelte, az IPv6 bevezetése még mindig gyerekcipőben járt. A Google 2008 novemberében nyilvánosságra hozott tanulmányából kiderült, hogy az IPv6-penetráció egyetlen országban sem haladja meg az 1%-ot. A legelőrébb járó országok Oroszország (0,76%), Franciaország (0,65%), Ukrajna (0,64%), Norvégia (0,49%) és az USA (0,45%) voltak. Bár darabszámot tekintve Ázsia vezetett az IPv6-címek terén, a százalékos értékek kisebbek voltak (pl. Kína: 0,24%). Az IPv6-ot ma már minden számottevő otthoni és vállalati operációs rendszer implementálja.

## Az IPv6 tesztelése, értékelése, tanúsítása
Nemzetközi szervezetek, melyek az IPv6 tesztelésével és értékelésével foglalkoznak:
- Az USA Védelmi Minisztériumának Joint Interoperability Test Command DoD IPv6 Product Certification Programja
- University of New Hampshire InterOperability Laboratory, amely részt vesz az IPv6 Ready Logo Programban
- SATSIX

## Kormányzati ösztönzők
Egyre gyakoribb, hogy a kormányzatok az új beszerzések során megkövetelik az IPv6 támogatását. Az USA szövetségi kormánya például már 2005-ben előírta, hogy a szövetségi hivatalok által használt gerinchálózatokat 2008. június 30-ig IPv6-osra kell átállítani – ez a határidő előtt megtörtént.
Kína vezetése ötéves tervvel rendelkezik az IPv6 bevezetésére, Kína új generációs internet (kínai nyelven: 中國下一代互聯網; egyszerűsített kínai írással: 中国下一代互联网; pinjin átírással: Zhōngguó Xià Yīdài Hùliánwǎng) néven (lásd lejjebb).
A kormányzati szintű döntések más országokat és a piaci szereplőket is az IPv6 bevezetésére sarkallhatják.

## Magyarország
A NIIF által üzemeltetett és fejlesztett felsőoktatási és kutatói hálózaton 2001-ben kezdődtek meg az IPv6-os kísérletek és 2005 óta szolgáltatásként elérhető az IPv6 az egyetemek, kutatóintézetek és közgyűjtemények számára.
Magyarországon elsőként, 2008 augusztusában az Externet internetszolgáltató kezdte meg az IPv6 bevezetését hálózatán, az ügyfelek 2009 májusától rendelhettek IPv6-os kapcsolatot az ISP-től.
A Magyar Telekom 2009 eleje óta folytatott éles üzemi teszteket, 2009. november 2-án pedig megkezdte az IPv6-technológia ingyenes próbaüzemét, ám az termékként azóta sem jelent meg kínálatában.
A telecompaper.com honlapon található információk szerint a UPC 2013 közepén kezdi meg az IPv6 bevezetését hálózatában, és 2013 folyamán be is fejezi azt. A UPC lakossági előfizetők választhatnak, hogy milyen elérhetőséget szertnének: IPv4 vagy DS-Lite (IPv6 cím és egy CGNAT mögötti IPv4). 
Néhány webhosztinggal és (virtuális)szerverhosztinggal foglalkozó cég, elsőként az ATW Internet (2006 decemberétől) és a HostOffice (2008 szeptemberétől) is kínál már IPv6-ot szerverhez vagy weboldalhoz; ilyenkor általában nem egyetlen IP-címet, hanem egy (pl. /56-os) IPv6-tartományt foglalnak a csomaghoz.
A Magyar Telekom telephelyén és szerverein 2011. június 3-án kapcsolt át IPv6-os hálózatra.
A DIGI 2015. december 1-én vezette be lakossági ügyfelei számára az IPv6 szolgáltatást, melynek keretében minden előfizető aki PPPoE segítségével kapcsolódik egy darab dinamikusan kiosztott /64-es prefixet kap.
2012. május 3-án tartották az első magyar IPv6 Fórum Konferenciát.

## Ausztrália
- Az AARNet új hálózata, az AARNet 3 nagy sebességgel köti össze a nagyvárosi környezetben elhelyezkedő akadémiai és kutatói hálózatokat, a nagyobb amerikai, ázsiai és európai internetszolgáltatókhoz közvetlen linkekkel. A tervezési célok közt volt az IPv4 és IPv6 protokollok egyenrangú támogatása. A hálózat a multicast routingot és a jumbo frame-eket is támogatja.[23]
- Az IPv6 Now Pty Ltd volt az első[24] kereskedelmi IPv6 tunnel broker szolgáltató Ausztráliában 2008. április 30-ával. 2008 júniusában az IPv6Now jelentette be az első IPv4 és IPv6 alatt egyaránt működő (dual stack) web hosting szolgáltatást.[25]
- Az Internode volt az első kereskedelmi internetszolgáltató Ausztráliában, amely teljes körű IPv6-kapcsolattal rendelkezett; jelenleg is IPv6-hozzáférést biztosít ügyfeleinek.[26] Az IPv6-os hozzáférés elérhetőségét 2008. július 18-án jelentették be.[27]
- Victoria állam kormánya 350 000 ausztrál dollárral támogatta egy IPv6-teszthálózat (VIC6) létrehozását, melyet az iparág ingyenesen használhat IPv6-ot alkalmazó termékeinek tesztelése során.[28]

## Belgium
- 2010. július 13-án egy intelligens közlekedési rendszer tesztelése során egy járművön sikeresen teszteltek egy natív IPv6-kapcsolatot, ami UMTS/GPRS kapcsolaton keresztül jött létre (native IPv6 over UMTS/GPRS). A tesztet egy Nokia okostelefon gsm, valamint tethering üzemmódjával is elvégezték. A tesztet a Logica Netherlands végezte az SPIS project keretén belül, a Mobistar Belgiummal együttműködve.[29]

## Finnország
- A .fi legfelső szintű tartomány domainregisztrátora, a FICORA (Finnish Communications Regulatory Authority) DNS-szervereiben lehetővé teszi az IPv6-címek használatát. A szolgáltatást 2011 elejétől tervezik általánosan elérhetővé tenni.[30]
- A Nebula finn internetszolgáltató 2007 óta kínál IPv6-hozzáférést.[31]

## Hollandia
- A holland akadémiai hálózatban, a SURFnetben 1997-ben jelent meg az IPv6-technológia, először IPv6-IPv4-tunnelingen keresztül. Jelenleg a gerinchálózat teljesen dual stack, IPv4-et és IPv6-ot is nyújtva a felhasználók többségének.[32]
- A nagyobb holland internetszolgáltatók közé tartozó XS4All 2002-ben az első holland széles sávú szolgáltató volt, ami IPv6-képessé tette a hálózatát,[33] ám ez akkor még csak kísérleti jelleggel történt meg. 2009 májusában kezdte a natív IPv6 DLS-kapcsolatokat nyújtani ügyfeleinek,[34] majd 2010 augusztusára csaknem minden ügyfele számára elérhetővé tette azokat.[35]
- Az elsősorban üzleti ügyfelek számára internet-hozzáférést biztosító BIT BV 2004 óta minden platformján (DSL, FTTH, colocated) nyújt IPv6-kapcsolatot.[36]
- A két holland alapító tagból álló SixXS 2000 óta biztosít IPv6-hozzáférést IP tunnelen keresztül világszerte, számos ország IPv6-os internetszolgáltatóival együttműködésben. A történet úgy kezdődött, hogy a jellemzően holland felhasználói bázisú IPng.nl oldalt újraszervezték SixXS néven, hogy nemzetközibbek legyenek és ISP support-tal szélesítsék tevékenységi körüket.[37] A SixXS számos más kapcsolódó szoftvert és szolgáltatást nyújt, amik elősegítették az IPv6 globális adaptációját és működtetését.
- Az Introweb nevű vállalati ISP 100 ügyfelének 6 €/hónapos áron kísérleti jelleggel kizárólagosan IPv6-on működő, 8 Mbit/s sebességű ADSL-kapcsolatot nyújt, hogy tesztelhessék, készen állnak-e egy teljes körűen IPv6-ra átállított hálózatra.[38][39]
- A Signet az első hollandiai ISP, ami több holland optikai hálózaton (Eurofiber, Glasvezel Eindhoven, BRE, Glasnet Veghel, Ziggo, és Fiber Port) keresztül egyszerre nyújt IPv4- és IPv6-kapcsolatot.[40]
- Több holland webhoszting szolgáltató, köztük a legnagyobb Leaseweb támogatja az IPv6-ot, de az ügyfelek alapértelmezetten csak IPv4-címet kapnak.
- Több kormányzati oldal, pl. a Rijksoverheid.nl is elérhető IPv6-on.[41]
- 2010 decemberében az egyik legnagyobb holland internetszolgáltató, a UPC megkezdte az IPv6 bevezetését valamennyi ügyfelénél.

## Japán
- A japán NTT telefonszolgáltató és ISP világelsőként, már 2000 márciusától IPv6-os hozzáférést nyújtott ügyfeleinek.[42]

## Kanada
- A TekSavvy jelenleg kínál ügyfelei részére IPv6-hálózatot, de a szolgáltatás még béta.

## Kína
A Kína új generációs internet (CNGI, 中国下一代互联网) a kínai kormányzat által indított ötéves terv, melynek célja az IPv6 korai adaptálásával vezető szerepre törni az internet fejlesztésében. A kínai oktatási és kutatói hálózat keretében CERNET (China Education and Research NETwork, 中国教育和科研计算机网, 教育网) natív IPv6-hálózatot hoztak létre (CERNET2), amihez azóta számos kínai felsőoktatási intézmény csatlakozott.

### A 2008-as olimpia mint IPv6-bemutató
A 2008-as pekingi olimpián Kína reflektorfénybe állította a CNGI IPv6-infrastruktúráját. Az olimpiai játékok weboldala az IPv6-os interneten a https://web.archive.org/web/20110707013209/http://ipv6.beijing2008.cn/en (IP-címek: 2001:252:0:1::2008:6 és 2001:252:0:1::2008:8) cím alatt volt elérhető. A sportesemény valamennyi hálózati művelete IPv6-on történt. Az esemény az IPv6-technológia legnagyobb bemutatója volt az IPv6 megalkotása óta. Az IPv6 minden kapcsolódó alkalmazásban jelen volt, a sportesemények adatközvetítésétől és kamerakép-közvetítésétől kezdve a polgári alkalmazásokig, mint biztonsági kamerák és taxik. Az eseményeket élőben közvetítették az interneten, a hálózatba kötött gépkocsik képesek voltak a forgalmi helyzet folyamatos követésére.

### CERNET-2
A CERNET-2 vélhetően a legnagyobb IPv6-telepítés Kínában. 25 egyetem közös üzemeltetésében és irányítása alatt van. A Shanghai Jiao Tong University és a Beijing University of Posts and Telecommunications például natív IPv6-címeket kapnak.

## Németország
- Az M-net regionális hálózat-operátor és internetszolgáltató IPv6-os PoP-ot (point-of-presence, hozzáférési pont) szolgáltat.
- A JOIN Team által üzemeltetett 6WIN gerinchálózat teljes natív IPv6-hálózatot biztosít a résztvevőknek. Sok német kutatói hálózat csatlakozik rájuk, például a Munich Scientific Network (MWN) is, amit a szuperszámítógépeiről ismert Leibniz-Rechenzentrum üzemeltet.
- A SiXXS project által karbantartott lista szerint 2009 végén hét szolgáltató nyújtott natív IPv6-os vagy kombinált IPv6/IPv4-es elérhetőséget a T-DSL hálózatán keresztül; 2011-re ez a szám 12-re bővült.
- A Deutsche Telekom 2011 novemberében dual stack ADSL-elérést fog bevezetni, dinamikus IPv4-címmel és IPv6-prefixszel.[48][49]

## Fordítás
- Ez a szócikk részben vagy egészben az IPv6 deployment című angol Wikipédia-szócikk ezen változatának fordításán alapul.  Az eredeti cikk szerkesztőit annak laptörténete sorolja fel. Ez a jelzés csupán a megfogalmazás eredetét és a szerzői jogokat jelzi, nem szolgál a cikkben szereplő információk forrásmegjelöléseként.